# Wjatscheslaw Anatoljewitsch Plaksunow
Wjatscheslaw Anatoljewitsch Plaksunow (* 6. März 1968 in Syanno) ist ein ehemaliger sowjetisch-belarussischer Skilangläufer.

## Werdegang
Plaksunow lief sein erstes von insgesamt 35 Weltcupeinzelrennen im Januar 1991 in Minsk, das er auf dem sechsten Platz über 15 km Freistil beendete. Bei den Weltmeisterschaften 1991 im Val di Fiemme wurde er Achter über 15 km Freistil und Fünfter mit der Staffel. Beim Weltcup in Lahti errang er den dritten Platz mit der Staffel und den neunten Platz über 30 km Freistil und erreichte mit dem 21. Platz im Gesamtweltcup sein bestes Gesamtergebnis. Im Dezember 1992 in Ramsau am Dachstein erreichte er mit dem fünften Platz über 10 km Freistil sein bestes Einzelresultat im Weltcup. Bei den Weltmeisterschaften im März 1993 in Falun kam er auf den 41. Platz über 10 km klassisch und jeweils auf den 22. Rang über 50 km Freistil und in der Verfolgung. Seine besten Platzierungen bei den Olympischen Winterspielen im folgenden Jahr in Lillehammer waren der 21. Platz in der Verfolgung und der 12. Rang mit der Staffel. Bei der Winter-Universiade 1995 in Candanchú errang er den 29. Platz über 15 km klassisch. Bei den Weltmeisterschaften 1997 in Trondheim lief er auf den 91. Platz über 10 km klassisch, auf den 65. Rang in der Verfolgung, auf den 31. Platz über 30 km Freistil und auf den siebten Platz mit der Staffel. Seine letzten internationalen Rennen absolvierte er bei den Olympischen Winterspielen 1998 in Nagano. Dort startete er über 50 km Freistil, beendete dieses Rennen aber vorzeitig und lief mit der Staffel auf den 14. Platz.

## Teilnahmen an Weltmeisterschaften und Olympischen Winterspielen

### Olympische Spiele
- 1994 Lillehammer: 12. Platz Staffel, 21. Platz 15 km Verfolgung, 27. Platz 30 km Freistil, 53. Platz 10 km klassisch
- 1998 Nagano: 14. Platz Staffel

### Nordische Skiweltmeisterschaften
- 1991 Val di Fiemme: 5. Platz Staffel, 8. Platz 15 km Freistil, 35. Platz 50 km Freistil
- 1993 Falun: 7. Platz Staffel, 22. Platz 50 km Freistil, 22. Platz 15 km Verfolgung, 41. Platz 10 km klassisch
- 1997 Trondheim: 7. Platz Staffel, 31. Platz 30 km Freistil, 34. Platz 15 km Verfolgung, 91. Platz 10 km klassisch

## Platzierungen im Weltcup

### Weltcup-Statistik
Die Tabelle zeigt die erreichten Platzierungen im Einzelnen.
- 1.–3. Platz: Anzahl der Podiumsplatzierungen
- Top 10: Anzahl der Platzierungen unter den ersten zehn
- Punkteränge: Anzahl der Platzierungen innerhalb der Punkteränge
- Starts: Anzahl gelaufener Rennen in der jeweiligen Disziplin
- Hinweis: Bei den Distanzrennen erfolgt die Einordnung gemäß FIS.

| Platzierung         | Distanzrennen a | Distanzrennen a | Distanzrennen a | Distanzrennen a | Distanzrennen a | Skiathlon Verfolgung | Sprint | Etappen- rennen b | Gesamt | Team c | Team c  |
| Platzierung         | ≤ 5 km          | ≤ 10 km         | ≤ 15 km         | ≤ 30 km         | > 30 km         | Skiathlon Verfolgung | Sprint | Etappen- rennen b | Gesamt | Sprint | Staffel |
| ------------------- | --------------- | --------------- | --------------- | --------------- | --------------- | -------------------- | ------ | ----------------- | ------ | ------ | ------- |
| 1. Platz            |                 |                 |                 |                 |                 |                      |        |                   |        |        |         |
| 2. Platz            |                 |                 |                 |                 |                 |                      |        |                   |        |        |         |
| 3. Platz            |                 |                 |                 |                 |                 |                      |        |                   |        |        | 1       |
| Top 10              |                 | 1               | 3               | 1               |                 |                      |        |                   | 5      |        | 4       |
| Punkteränge         |                 | 2               | 4               | 4               | 1               | 3                    |        |                   | 14     |        | 7       |
| Starts              |                 | 9               | 9               | 9               | 3               | 6                    |        |                   | 36     |        | 7       |
| Stand: Karriereende |                 |                 |                 |                 |                 |                      |        |                   |        |        |         |

### Weltcup-Gesamtplatzierungen
| Saison  | Platz | Punkte |
| ------- | ----- | ------ |
| 1990/91 | 21.   | 25     |
| 1991/92 | -     | -      |
| 1992/93 | 31.   | 81     |
| 1993/94 | 39.   | 52     |
| 1996/97 | 68.   | 15     |
| 1997/98 | 98.   | 2      |